# Missverstehen Sie mich richtig!

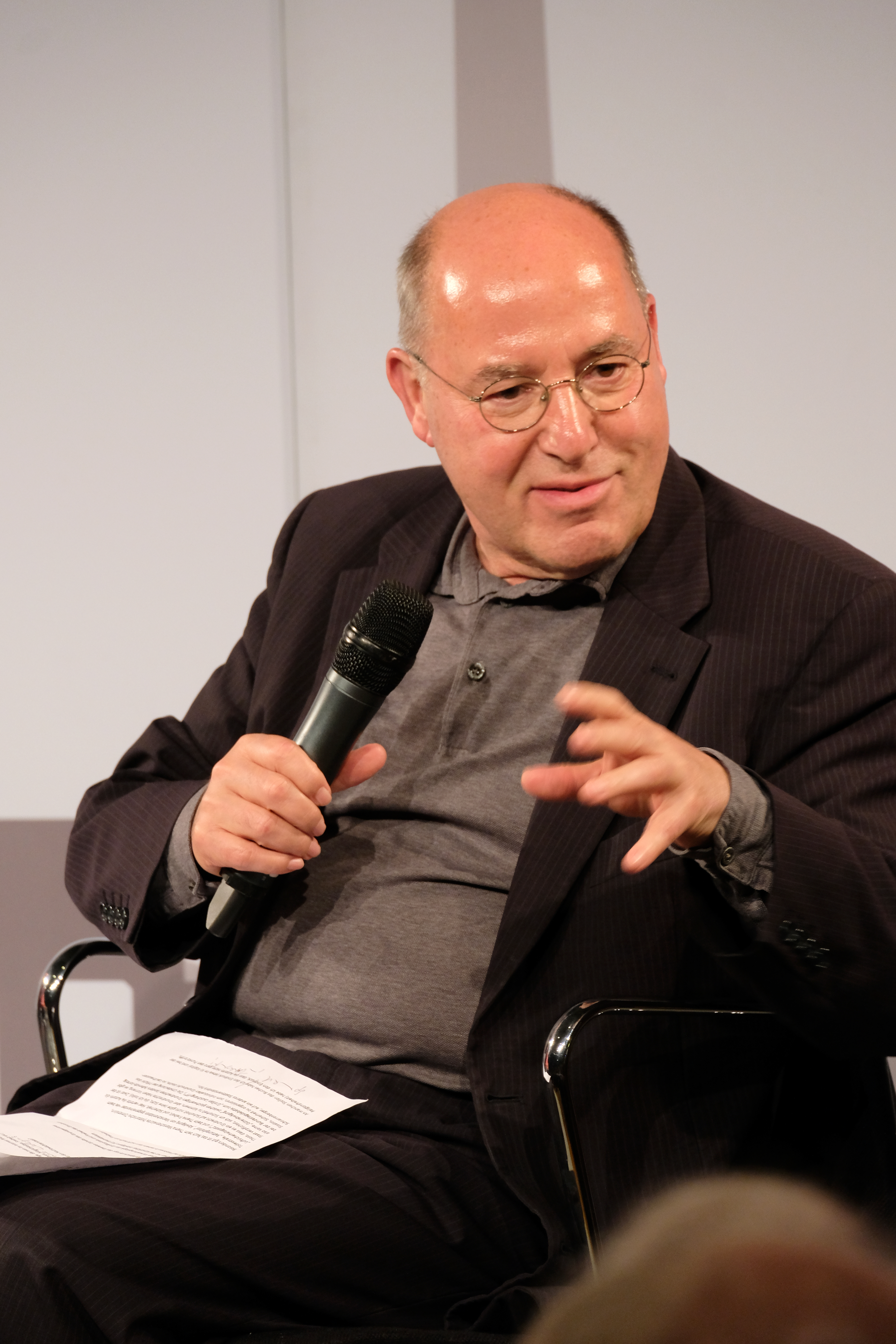
Gregor Gysi bei einer anderen Veranstaltung (2019)

Missverstehen Sie mich richtig! ist eine Veranstaltungsreihe, bei der Gregor Gysi in Berliner Theatern, meist im Kabarett-Theater Distel, wechselnde prominente Gäste interviewt. Seit 2017 werden die Veranstaltungen auf Video aufgezeichnet und nach wenigen Tagen bis mehreren Jahren auf YouTube veröffentlicht. Dementsprechend sind einige Ausgaben noch nicht als Video online verfügbar.

## Geschichte
Der Titel der Reihe ist dem gleichnamigen Buch von Martin Buchholz von 2015 entlehnt, das Gregor Gysi und der Autor am 25. November 2015 in der Distel vorstellten.
Die ersten Veranstaltungen wurden so angekündigt, dass zwei Gäste in einem freien Gespräch ohne Moderator aufeinandertreffen. Innerhalb des ersten Jahres war aber Gysis Rolle als Moderator fest etabliert.
Nachdem Max Moor im April 2017 ein Mal vertretungsweise moderiert hatte, wurde angekündigt, noch andere Gastgeber moderieren zu lassen. Gysi blieb jedoch fast ausnahmslos der Moderator.
Im Dezember 2019, fast drei Jahre nach Beginn der Videoaufzeichnungen, wurde der Kanal auf YouTube eingerichtet und als erstes Video das von der Veranstaltung mit Martin Sonneborn wenige Tage zuvor veröffentlicht. Erst später wurden frühere Aufzeichnungen aus den Jahren ab 2017 hochgeladen.
Das Gespräch mit Martin Sonneborn vom 23. Dezember 2019 wurde fünf Tage später als erstes auf YouTube veröffentlicht und war bis 2025 auch das am schnellsten dort veröffentlichte. Das Video der Veranstaltung am Abend der Bundestagswahl 2025, bei der zunächst die erste Hochrechnung live übertragen und danach Maja Göpel von Gysi interviewt wurde, erschien zwei Tage später am 25. Februar 2025 auf YouTube und ist seither das am schnellsten hochgeladene. Die mit der größten Verzögerung veröffentlichte Aufnahme ist die vom Gespräch mit Wolfgang Trepper am 2. April 2017, das erst am 30. August 2023 auf YouTube erschien – 6 Jahre, 4 Monate und 28 Tage später. (Stand: Februar 2025) 

### Sonderausgaben
Am 21. und erneut am 23. Dezember 2016, noch vor Einführung der Videoaufzeichnung, präsentierten Gysi und Arnulf Rating einen Jahresrückblick.
Am 17. März 2022 fand im Berliner Kino Babylon eine Diskussionsrunde mit vier Personen unter dem Titel „Mehrheiten statt Wahrheiten“ statt, die von Max Uthoff moderiert wurde. Gesprächsgäste waren Gerhart Baum, Gregor Gysi und Norbert Lammert.
Am 22. Dezember 2022 fand eine Sonderausgabe mit drei Personen unter dem Titel „Spezial: Der Rückblick 2022“ statt, bei der sich Gysi und Martin Sonneborn unterhielten und die von Ulli Zelle moderiert wurde.
Am 10. September 2023 fanden zwei Veranstaltungen der Reihe am selben Tag statt. Bei der ersten davon mit Bettina Wegner wurde Gysi durch Alexander Osang vertreten.
Am 3. Dezember 2023 wurde Gysi erstmals durch Ulrike Herrmann vertreten. Die Reihe wurde immer noch beworben als „Gesprächs-Format [mit] zwei Persönlichkeiten, die sich etwas zu sagen haben“ – die Ausgabe wurde aber mit dem Zusatz „Missverstehen Sie mich richtig spezial“ betitelt. Im Jahr 2024 übernahm Herrmann weitere vier Mal die Moderation.

### Veranstaltungsorte
- Admiralspalast
- Kino Babylon

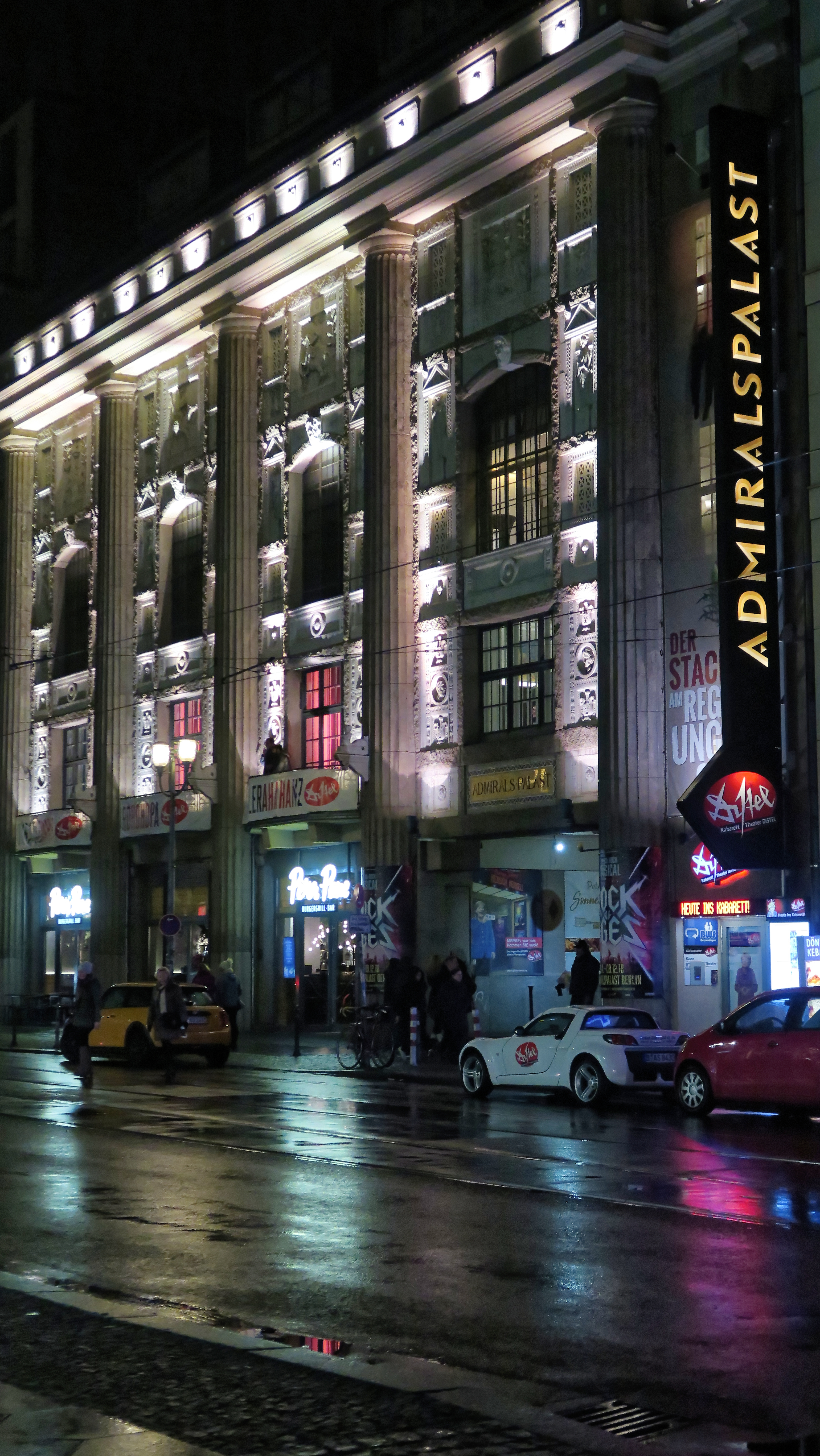
Admiralspalast und Distel (2018)

- Kabarett-Theater Distel (überwiegende Mehrheit der Veranstaltungen)
- Ernst-Reuter-Saal am Rathaus Reinickendorf
- Urania

## Rezeption
Bei der Veranstaltung mit Jan Böhmermann im Februar 2017 waren die Rezensentinnen der Berliner Morgenpost und der taz noch überrascht, dass Gysi im Gespräch als Moderator auftrat. Letztere beschrieb seine Gesprächsführung so, „als wolle er ein Portrait über Böhmermann schreiben: Fragen zum Werdegang, seinem Buch, dem Satire-Coup ‚Varoufake‘ und seinem Mentor Harald Schmidt.“
Gysi selbst zählt Moderator zu einem der vier Berufe, die er aktiv ausübe. In einem Porträt anlässlich seines 75. Geburtstages beschrieb das Magazin Stern die vier Tätigkeiten und lobte seine Moderation von Missverstehen Sie mich richtig: Gysi „hält sich vornehmlich im Hintergrund, macht hin und wieder pointierte Bemerkungen und stellt kluge Zwischenfragen.“
Besondere Aufmerksamkeit erfuhr das Interview mit Wolfgang Grupp nach seiner Veröffentlichung auf YouTube im Februar 2023. Kritisiert wurden Grupps Aussagen, in denen er Waffenlieferungen an die Ukraine ablehnte und die USA pauschal missbilligte. Gysi hatte zugestimmt und das Publikum applaudiert.
Der YouTube-Kanal hat über 260.000 Abonnenten und seine Videos wurden über 58 Millionen Mal abgespielt (Stand: Februar 2025).

## Veranstaltungen
Die Veranstaltungen sind chronologisch gelistet und die Tabelle ist sortierbar. Die Spalte Erstveröffentlichung bezeichnet die erste Veröffentlichung auf YouTube in voller Länge, sofern geschehen.
Wenn nicht anders angegeben, fand die Veranstaltung in der Distel statt.
| Datum         | Erstveröffentlichungsdatum | Gast                          | Bemerkungen |
| ------------- | -------------------------- | ----------------------------- | --- |
| 17. Apr. 2016 | –                          | Florian Schroeder             | wird als „Premiere“ bezeichnet |
| 19. Juni 2016 | –                          | Edgar Harter                  | [ 15 ] |
| 28. Aug. 2016 | –                          | Norbert Blüm                  | „dritte Ausgabe“ |
| 4. Sep. 2016  | –                          | Toni Krahl                    | „vierte Ausgabe“ |
| 23. Okt. 2016 | –                          | Max Moor                      | „fünfte Ausgabe“; Moor vertrat Gysi ein halbes Jahr später |
| 27. Nov. 2016 | –                          | Lisa Fitz                     | „sechste Ausgabe“ |
| 21. Dez. 2016 | –                          | Arnulf Rating                 | kein offenes Gespräch, sondern Jahresrückblick in Form eines Gesprächs; zwei Mal dargeboten                                                                                                 |
| 23. Dez. 2016 | –                          | Arnulf Rating                 | kein offenes Gespräch, sondern Jahresrückblick in Form eines Gesprächs; zwei Mal dargeboten                                                                                                 |
| 15. Jan. 2017 | –                          | Jakob Augstein                | [ 19 ] |
| 12. Feb. 2017 | 31. Aug. 2022              | Hans-Christian Ströbele       | erste Veranstaltung mit Video-Aufzeichnung; die Aufnahme wurde 2 Tage nach Ströbeles Tod „in Memoriam“ veröffentlicht                                                                       |
| 26. Feb. 2017 | 7. Mai 2021                | Jan Böhmermann                | |
| 5. März 2017  | 9. Apr. 2021               | Horst Evers                   | |
| 19. März 2017 | 4. Sep. 2020               | Gerhard Polt                  | |
| 26. März 2017 | 22. Okt. 2021              | Harald Martenstein            | |
| 2. Apr. 2017  | 30. Aug. 2023              | Wolfgang Trepper              | |
| 30. Apr. 2017 | –                          | Sarah Wiener                  | Gysi vertreten durch Max Moor, der im Oktober 2016 bereits Gast war |
| 14. Mai 2017  | 23. Apr. 2021              | Wladimir Kaminer              | |
| 28. Mai 2017  | 4. Juni 2021               | Oliver Welke                  | |
| 11. Juni 2017 | 6. Aug. 2021               | Nikolaus Blome                | |
| 12. Aug. 2017 | –                          | Dieter Birr                   | |
| 13. Aug. 2017 | 26. Sep. 2020              | Michael Gwisdek               | Aufnahme wurde 4 Tage nach Gwisdeks Tod „in Memoriam“ veröffentlicht |
| 20. Aug. 2017 | –                          | Jürgen von der Lippe          | |
| 10. Sep. 2017 | 23. Juli 2021              | Jochen Busse                  | im Admiralspalast |
| 29. Okt. 2017 | –                          | Sebastian Krumbiegel          | |
| 31. Okt. 2017 | 21. Mai 2021               | Rainald Grebe                 | |
| 5. Nov. 2017  | 18. Juni 2021              | Urban Priol                   | |
| 19. Nov. 2017 | 25. Dez. 2020              | Sandra Maischberger           | |
| 17. Dez. 2017 | 13. Juni 2020              | Kurt Krömer                   | |
| 26. Nov. 2017 | 30. März 2023              | Désirée Nick                  | im Admiralspalast |
| 21. Jan. 2018 | –                          | Uwe Steimle                   | |
| 28. Jan. 2018 | 20. Nov. 2020              | Peter Gauweiler               | |
| 19. Feb. 2018 | –                          | Mario Adorf                   | im Admiralspalast |
| 28. März 2018 | 11. Jan. 2020              | Henry Hübchen                 | im Admiralspalast |
| 15. Apr. 2018 | 11. Dez. 2020              | Ranga Yogeshwar               | |
| 27. Mai 2018  | –                          | Martin Buchholz               | |
| 10. Juni 2018 | 15. Feb. 2022              | Leander Haußmann              | im Admiralspalast |
| 17. Juni 2018 | 1. Apr. 2022               | Mirja Boes                    | |
| 9. Sep. 2018  | –                          | Django Asül                   | |
| 23. Sep. 2018 | 15. März 2022              | Frank-Markus Barwasser        | |
| 21. Okt. 2018 | 5. Nov. 2021               | Katharina Thalbach            | |
| 28. Okt. 2018 | 10. Juli 2020              | Piet Klocke                   | |
| 11. Nov. 2018 | 8. Jan. 2021               | Franz Müntefering             | |
| 18. Nov. 2018 | 11. März 2021              | Giovanni di Lorenzo           | |
| 2. Dez. 2018  | 2. März 2022               | Lars Eidinger                 | |
| 9. Dez. 2018  | –                          | Matthias Egersdörfer          | |
| 21. Dez. 2018 | –                          | Herbert Köfer                 | |
| 22. Dez. 2018 | 29. Mai 2020               | Carmen-Maja Antoni            | |
| 20. Jan. 2019 | –                          | Walter Plathe                 | |
| 17. Feb. 2019 | 5. Feb. 2021               | Michael Kessler               | im Urania |
| 17. März 2019 | 26. Feb. 2021              | Christian Berkel              | |
| 30. März 2019 | 7. Okt. 2022               | Christine Westermann          | |
| 7. Apr. 2019  | 9. Juli 2021               | Stefan Aust                   | |
| 5. Mai 2019   | 16. Mai 2020               | Bernhard Hoëcker              | |
| 10. Juni 2019 | 1. Jan. 2021               | Bodo Wartke                   | |
| 23. Juni 2019 | 20. Aug. 2021              | Reinhold Beckmann             | |
| 30. Juni 2019 | 15. Jan. 2021              | Dirk Rossmann                 | |
| 15. Sep. 2019 | –                          | Katrin Göring-Eckardt         | |
| 20. Okt. 2019 | 30. Dez. 2021              | Mathias Richling              | |
| 10. Nov. 2019 | –                          | Helmut Schleich               | |
| 22. Dez. 2019 | 14. März 2023              | Hans-Eckardt Wenzel           | |
| 23. Dez. 2019 | 28. Dez. 2019              | Martin Sonneborn              | die erste veröffentlichte Aufnahme; Sonneborn war auch Gast bei einer Sonderausgabe im Dezember 2022                                                                                        |
| 5. Jan. 2020  | 26. März 2021              | Volker Lechtenbrink           | |
| 26. Jan. 2020 | 2. Mai 2020                | Karl Lauterbach               | |
| 23. Feb. 2020 | 18. Dez. 2020              | Katja Riemann                 | |
| 11. Okt. 2020 | 30. Okt. 2020              | Wolfgang Kubicki              | im Ernst-Reuter-Saal |
| 29. Aug. 2021 | 10. Sep. 2021              | Jens Spahn                    | |
| 12. Sep. 2021 | 8. Okt. 2021               | Gerhart Baum                  | Baum war im März 2022 erneut Gast in einer Sonderausgabe |
| 19. Sep. 2021 | 24. Sep. 2021              | Kevin Kühnert                 | |
| 24. Okt. 2021 | 6. Dez. 2021               | Regina Halmich                | |
| 31. Okt. 2021 | 19. Nov. 2021              | Ulli Zelle                    | im Ernst-Reuter-Saal; Zelle moderierte eine Sonderausgabe im Dezember 2022 |
| 14. Nov. 2021 | 14. Jan. 2022              | Michael Tsokos                | |
| 28. Nov. 2021 | 23. Dez. 2021              | Christian Wulff               | im Ernst-Reuter-Saal |
| 19. Dez. 2021 | 27. Jan. 2022              | Ralf Stegner                  | |
| 13. Feb. 2022 | 2. Dez. 2022               | Gunther Emmerlich             | |
| 20. Feb. 2022 | 29. Juli 2022              | Wolfgang Niedecken            | |
| 17. März 2022 | 16. Apr. 2022              | Gerhart Baum                  | im Kino Babylon; Sonderausgabe mit dem Titel „Mehrheiten statt Wahrheiten“ moderiert von Max Uthoff; Baum war bereits Gast im September 2021                                                |
| 17. März 2022 | 16. Apr. 2022              | Gregor Gysi                   | im Kino Babylon; Sonderausgabe mit dem Titel „Mehrheiten statt Wahrheiten“ moderiert von Max Uthoff; Baum war bereits Gast im September 2021                                                |
| 17. März 2022 | 16. Apr. 2022              | Norbert Lammert               | im Kino Babylon; Sonderausgabe mit dem Titel „Mehrheiten statt Wahrheiten“ moderiert von Max Uthoff; Baum war bereits Gast im September 2021                                                |
| 21. März 2022 | 6. Mai 2022                | Simone Solga                  | |
| 22. März 2022 | 8. Juli 2022               | Heiner Lauterbach             | |
| 24. Apr. 2022 | 25. Mai 2022               | Markus Lanz                   | |
| 8. Mai 2022   | 12. Aug. 2022              | Uschi Brüning                 | |
| 22. Mai 2022  | 23. Sep. 2022              | Frank Schöbel                 | |
| 12. Juni 2022 | 9. Sep. 2022               | Oliver Kalkofe                | |
| 26. Juni 2022 | 26. Aug. 2022              | Helge Schneider               | |
| 25. Sep. 2022 | 18. Nov. 2022              | Josef Hader                   | |
| 2. Okt. 2022  | 21. Okt. 2022              | Wolfgang Schäuble             | im Ernst-Reuter-Saal |
| 16. Okt. 2022 | 8. Nov. 2022               | Harald Welzer                 | |
| 30. Okt. 2022 | 16. Dez. 2022              | Hugo Egon Balder              | im Ernst-Reuter-Saal |
| 13. Nov. 2022 | 12. Jan. 2023              | Oliver Pocher                 | |
| 20. Nov. 2022 | 23. Feb. 2023              | Atze Schröder                 | im Ernst-Reuter-Saal |
| 4. Dez. 2022  | 9. Feb. 2023               | Daniel Hope                   | |
| 11. Dez. 2022 | 26. Jan. 2023              | Wolfgang Grupp                | |
| 22. Dez. 2022 | 29. Dez. 2022              | Gregor Gysi                   | im Ernst-Reuter-Saal; Sonderausgabe mit dem Titel „Spezial: Der Rückblick 2022“ moderiert von Ulli Zelle, der im Oktober 2021 bereits Gast war; Sonneborn war bereits Gast im Dezember 2019 |
| 22. Dez. 2022 | 29. Dez. 2022              | Martin Sonneborn              | im Ernst-Reuter-Saal; Sonderausgabe mit dem Titel „Spezial: Der Rückblick 2022“ moderiert von Ulli Zelle, der im Oktober 2021 bereits Gast war; Sonneborn war bereits Gast im Dezember 2019 |
| 5. Feb. 2023  | 13. Apr. 2023              | Eberhard Diepgen              | |
| 26. März 2023 | 4. Mai 2023                | Guildo Horn                   | |
| 23. Apr. 2023 | 18. Mai 2023               | Marcel Fratzscher             | |
| 23. Apr. 2023 | 2. Nov. 2023               | Frank Plasberg                | |
| 30. Apr. 2023 | 1. Juni 2023               | Sebastian Fitzek              | |
| 7. Mai 2023   | 13. Juli 2023              | Ulrike Herrmann               | Herrmann vertrat Gysi später mehrfach |
| 4. Juni 2023  | 29. Juni 2023              | Pierre M. Krause              | |
| 25. Juni 2023 | 10. Aug. 2023              | Willy Astor                   | |
| 10. Sep. 2023 | 1. Okt. 2023               | Bettina Wegner                | Gysi vertreten durch Alexander Osang |
| 10. Sep. 2023 | 16. Sep. 2023              | Mojib Latif                   | |
| 24. Sep. 2023 | 16. Nov. 2023              | Katrin Weber                  | |
| 8. Okt. 2023  | 19. Okt. 2023              | Joe Chialo                    | |
| 15. Okt. 2023 | 7. Dez. 2023               | Dietrich Grönemeyer           | |
| 12. Nov. 2023 | 18. Jan. 2024              | Peter Altmaier                | |
| 3. Dez. 2023  | 21. Dez. 2023              | Bodo Ramelow                  | Gysi vertreten durch Ulrike Herrmann |
| 10. Dez. 2023 | 5. Feb. 2024               | Nico Semsrott                 | |
| 22. Dez. 2023 | 29. Dez. 2023              | Tilo Jung                     | im Ernst-Reuter-Saal |
| 28. Jan. 2024 | 16. Feb. 2024              | Sven Plöger                   | |
| 4. Feb. 2024  | 29. Feb. 2024              | Ilja Richter                  | |
| 3. März 2024  | 14. März 2024              | Arno Funke                    | |
| 17. März 2024 | 28. März 2024              | Yael Adler                    | |
| 11. Apr. 2024 | 26. Apr. 2024              | Sahra Wagenknecht             | Gysi vertreten durch Ulrike Herrmann |
| 21. Apr. 2024 | 17. Mai 2024               | Gerhard Schröder              | im Ernst-Reuter-Saal |
| 26. Mai 2024  | 7. Juni 2024               | Igor Levit                    | |
| 2. Juni 2024  | 21. Juni 2024              | Boris Palmer                  | |
| 16. Juni 2024 | 11. Juli 2024              | Alena Buyx                    | |
| 7. Juli 2024  | 15. Aug. 2024              | Armin Laschet                 | |
| 8. Sep. 2024  | 15. Sep. 2024              | Bärbel Bas                    | |
| 22. Sep. 2024 | 3. Okt. 2024               | Marie-Agnes Strack-Zimmermann | Gysi vertreten durch Ulrike Herrmann |
| 29. Sep. 2024 | 17. Okt. 2024              | Andrea Petković               | im Ernst-Reuter-Saal |
| 6. Okt. 2024  | 30. Jan. 2025              | Arved Fuchs                   | im Ernst-Reuter-Saal |
| 13. Okt. 2024 | 31. Okt. 2024              | Claus Weselsky                | |
| 20. Okt. 2024 | 14. Nov. 2024              | Hans Sigl                     | im Ernst-Reuter-Saal |
| 27. Okt. 2024 | 28. Nov. 2024              | Jürgen Trittin                | Gysi vertreten durch Ulrike Herrmann |
| 3. Nov. 2024  | 14. Dez. 2024              | Daniel Günther                | Gysi vertreten durch Ulrike Herrmann |
| 1. Dez. 2024  | 25. Dez. 2024              | Christian Schertz             | |
| 17. Nov. 2024 | 28. Dez. 2024              | Martin Brambach               | |
| 21. Dez. 2024 | 16. Jan. 2025              | Abdelkarim                    | |
| 23. Feb. 2025 | 25. Feb. 2025              | Maja Göpel                    | Veranstaltung am Abend der Bundestagswahl 2025 mit Live-Übertragung der ersten Hochrechnung                                                                                                 |
| 16. Feb. 2025 | 6. März 2025               | Christian Rach                | |
| 2. März 2025  | 20. März 2025              | Heino Ferch                   | |
| 23. März 2025 | 8. Apr. 2025               | Armin Rohde                   | |
| 13. Apr. 2025 | 24. Apr. 2025              | Inka Bause                    | |
| 27. Apr. 2025 | 8. Mai 2025                | Till Brönner                  | |
| 11. Mai 2025  | 22. Mai 2025               | Ricarda Lang                  | |
| 18. Mai 2025  | 5. Juni 2025               | Andrea Kiewel                 | |
| 25. Mai 2025  | 19. Juni 2025              | Florian Martens               | |
| 15. Juni 2025 | 3. Juli 2025               | Manfred Lütz                  | |